# تیمبا
تیمبا شهری در شهرستان سانابا در استان بانوا در بورکینافاسوی غربی است و جمعیت آن ۲۴۱ نفر است.